# Assemblée générale de Caroline du Nord
Pour les articles homonymes, voir Assemblée générale (homonymie).
L'Assemblée générale de Caroline du Nord (en anglais : North Carolina General Assembly) est l'organe législatif de l'État américain de Caroline du Nord.

## Structure
Elle se présente sous la forme d'un parlement bicaméral composé d'une chambre haute, le Sénat de 50 membres et d'une chambre basse, la Chambre des représentants de 120 élus.
Depuis 1963, l'Assemblée générale se réunit dans le bâtiment législatif de l'État Caroline du Nord (en) à Raleigh. Auparavant, elle siégeait au sein du capitole local.

## Composition
En 2010, le Parti républicain prend le contrôle des deux chambres de l'Assemblée générale de Caroline du Nord pour la première fois depuis plus d'un siècle,. À partir des élections de 2012, les républicains disposent d'une « supermajorité » des trois-cinquièmes dans chaque chambre, permettant notamment d'outrepasser un éventuel veto du gouverneur. Après les élections de 2018, ils perdent cet avantage tout en conservant la majorité dans les deux chambres.